# Bujar Spahiu
Bujar Spahiu (1976.), albanski teolog, deseti po redu veliki muftija Muslimanske zajednice Albanije.

## Karijera
Bujar Spahiu je diplomirao teologiju na Sveučilištu Al-Azhar u Kairu. Prije izbora na mjesto velikog muftije obnašao je dužnost potpredsjednika Muslimanske zajednice Albanije.
Proces izbora za čelnika Muslimanske zajednice Albanije održan je 2. ožujka 2019., na kojem je Bujar Spahiu izabran za velikog muftiju Muslimanske zajednice Albanije. Dobio je 26 protiv 2 glasa nad tiranskim muftijom Ylli Gurraom. Izbor Bujara Spahiua na čelo Muslimanske zajednice Albanije ostao je popraćen kontroverzama. Neki imami i drugi muslimanski prvaci poput Ylli Gurra smatraju njegov izbor nezakonitim, jer je prema njima, izbor njega bio u suprotnosti s pravilima Muslimanske zajednice Albanije. Smatraju da je postavljanje Bujara na položaj velikog muftije državni udar pokreta Fethullaha Gülena na Muslimansku zajednicu Albanije.

## Vanjske poveznice
- Izabran je novi lider albanske muslimanske zajednice  Arhivirana inačica izvorne stranice od 13. srpnja 2020. (Wayback Machine)